# باكو سولر
باكو سولر (بالإسبانية: Francisco Soler Atencia)‏ (5 مارس 1970 ميورقة إسبانيا - ) هو لاعب كرة قدم إسباني.

## روابط خارجية
- باكو سولر على موقع الاتحاد الدولي (مؤرشف)  (الإنجليزية)
- باكو سولر على موقع قاعدة بيانات كرة القدم.إي يو (الإنجليزية)
- باكو سولر على موقع Soccerway.com (الإنجليزية)
- باكو سولر على موقع أوليمبيديا (الإنجليزية)